# Калина
Калина (Ligustrum vulgare), позната и као дивља калина, европска калина или обична калина, врста је жбуна из рода Ligustrum простире се од Централне и Јужне Европе, северне Африке и југозападне Азије, од Ирске и југозападне Шведске јужно до Марока и источно до Пољске и северозападног Ирана.
То је полузимзелен или листопадни жбун, расте до 3 м (ретко до 5 м) у висину. Стабљика је крута, усправна, са сиво-браон кором са малим тачкастим браон лентицелама. Цветови се јављају средином лета у метлицама од 3-6 цм, сваки цвет је крем-беo, са цевастом основом и круницом пречника 4-6 мм. Цветови стварају јак, оштар мирис, који многи људи сматрају непријатним. Плод је мала сјајна црна бобица пречника 6-8 мм која садржи од једног до четири семена. Бобице су отровне за човека
Биљке из топлијих делова станишта показују тенденцију да буду потпуно зимзелене; оне су понекад посматране као посебан варијетет Ligustrum vulgare var. italicum.

## Гајење и коришћење
Ова врста је коришћена за ограђивање Елизабетанских башти у Енглеској, али је замењен поузданијом зимзеленом биљком L. ovalifolium из Јапана.
Велики број сорти је узгојен, укључујући:
- 'Aureum' – жуто лишће.
- 'Buxifolium' – мали овални листови не преко 2,5 цм.
- 'Chlorocarpum' - зелене бобице.
- 'Insulense' – дуго уско лишће 5-11 цм дужине и 1-2.5 цм ширине.
- 'Leucocarpum' – зеленкасто-беле бобице.
- 'Lodense' – густ патуљаст жбун (име то је састављен од 'низак' и 'густ').
- 'Xanthocarpum' – жуте бобице.

## Инвазивност
Ова врста је наведена као инвазивна нова врста у Аустралији, Канади, Новом Зеланду, и САДу. Такође је у потпуности натурализована на Мексичкој висоравни и Аргентини.

## Галерија
- Калина бобице у јесен, околина Пирота